# قلعه علی (خرم‌آباد)
قلعه علی روستایی از توابع بخش زاغه شهرستان خرم‌آباد در استان لرستان ایران است.روستای قلعه علی دارای آب و هوای سرد و معتدل است و در بیشتر ماه های سال وزش باد وجود دارد و از خاکی حاصلخیز برخوردار است که متاسفانه با قطع آبهای وردودی به این روستا تمامی اراضی این روستا به صورت دیم کشت میشوند این روستا با دارایی مکان جغرافیایی مناسب امکان کشت انواع سیفی جات ها،انواع درخت میوه و دیگر محصولات کشاورزی است. این روستا بدلیل زمین های کشت دیم کمتر توسط مردم روستا کشت میشنود وبیشتر صاحب اراضی های بزرگ آنهارا اجاره میکنند و بجای کشت گندم و جو چغندر یا سبزمینی میکارندکه سود زیادی از این کشاورزی بدست میاورند.

## جمعیت
جمعیت این روستا غالبا از طایفه دالوند تشکیل شده که به زبان لکی صحبت میکنند و مردمانی شریف و مهمان نواز دارد  و اکثر جمعیت روستا بدلیل نبود امکانات بخصوص جوانان مجبور به ترک روستا شده اند  
این روستا در دهستان زاغه قرار دارد و براساس سرشماری مرکز آمار ایران در سال ۱۳۸۵، جمعیت آن ۳۲۷ نفر (۷۳خانوار) بوده‌است.